# Deprivazione sensoriale

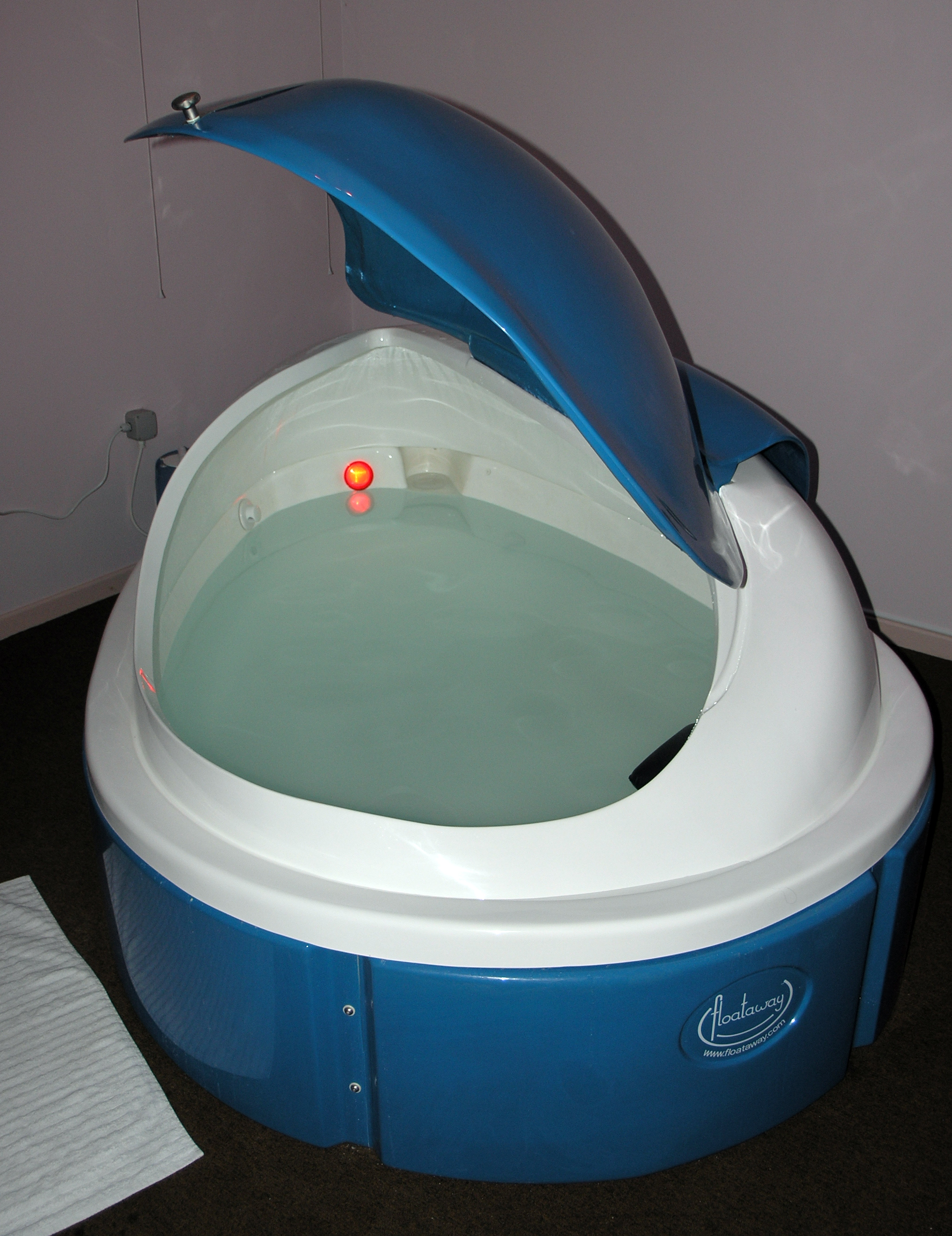
Una vasca di deprivazione sensoriale.

La deprivazione sensoriale è la pratica consistente nel privare un essere umano della possibilità di percepire una o più tipologie di stimoli sensoriali (vista, udito, tatto, olfatto, gusto).
Questa pratica è stata usata nella storia per motivi diversi e opposti: come metodo di tortura e interrogatorio, oppure come atto medico. Un'ulteriore possibilità si riscontra nell'uso della deprivazione sensoriale come gioco erotico da parte dei praticanti il BDSM.

## La deprivazione come tortura
La deprivazione sensoriale può essere usata come strumento di tortura, obbligando per giorni e giorni i prigionieri a stare confinati in uno spazio buio senza la possibilità di comunicare con nessuno, né rendersi conto di dove siano. L'esposizione prolungata all'assenza di stimoli può produrre forte ansia, allucinazioni, pensieri bizzarri, depressione e comportamenti antisociali.

## La deprivazione come atto medico
Caso diverso è invece lo studio sulla deprivazione sensoriale portato avanti da John Lilly, con l'invenzione della vasca di deprivazione sensoriale. Il ricercatore statunitense ha scoperto che, sottoponendosi a sessioni brevi di restrizione sensoriale completa, il corpo umano viene defaticato completamente, e la mente può amplificare le sue capacità. Grazie a questo strumento si è compreso che il cervello, una volta indotto a eliminare gli stimoli esterni, riesce a produrne di propri. La coscienza può modificare il suo stato normale ed alterarsi, permettendo la possibilità di sperimentare una serie di stati alterati di coscienza.
La privazione degli stimoli sensoriali induce il cervello a modificare la sua attività bioelettrica. Le onde cerebrali iniziano a spostarsi verso la fase theta e delta, fasi associate ad uno stato semi-onirico e allo stato di sonno. Mantenendo lo stato cosciente, in queste fasi è possibile sperimentare una serie di alterazioni della propria percezione di realtà.

## Terapia di stimolazione ambientale ridotta (REST)
Esistono numerosi metodi di base di stimolazione ambientale limitata, tra cui la terapia (REST - Restricted environmental stimulation therapy), la camera REST e il galleggiamento REST.

### Camera REST
Nella camera REST, il soggetto giace su un letto in una stanza completamente buia e insonorizzata (in media 80 dB) per un massimo di 24 ore. Il loro movimento è limitato dalle istruzioni sperimentali, ma senza alcun vincolo meccanico. Cibo, bevande e servizi igienici sono forniti nella stanza e sono a discrezione del tester, che può comunicare con i partecipanti utilizzando un citofono aperto. I soggetti possono lasciare la stanza prima che siano trascorse le 24 ore; tuttavia, meno del 10% lo fa effettivamente perché trova la camera molto rilassante. La camera REST influenza il funzionamento psicologico (pensiero, percezione, memoria, motivazione e umore) e i processi psicofisiologici.

### Galleggiamento REST
Nel galleggiamento REST, la stanza contiene un serbatoio o una piscina. Il mezzo di galleggiamento è costituito da una soluzione a temperatura cutanea di acqua e solfato di magnesio con un peso specifico che consente al paziente di galleggiare supino senza preoccuparsi della sicurezza. In effetti, ribaltarsi mentre si è nella soluzione richiede "un grande sforzo deliberato". Meno del 5% dei soggetti testati se ne va prima della fine della durata della sessione, che di solito è di circa un'ora per il galleggiamento REST.
Le terme a volte forniscono vasche commerciali galleggianti da utilizzare nel relax. La terapia di galleggiamento è stata studiata a livello accademico negli Stati Uniti e in Svezia con risultati pubblicati che mostrano una riduzione sia del dolore che dello stress. Lo stato rilassato comporta anche un abbassamento della pressione sanguigna, una riduzione dei livelli di cortisolo e un flusso sanguigno massimo. Oltre agli effetti fisiologici, il REST sembra avere effetti positivi sul benessere e sulle prestazioni.

### Camera vs galleggiamento REST
Esistono numerose differenze tra il galleggiamento e la camera REST. Ad esempio, con la presenza di un mezzo di galleggiamento REST, il soggetto ha ridotto la stimolazione tattile mentre sperimenta l'assenza di gravità. L'aggiunta di solfato di magnesio per raggiungere il peso specifico desiderato può avere un effetto terapeutico sui muscoli ipertonici. Poiché uno dei principali risultati della camera REST è uno stato di rilassamento, gli effetti di tale camera sull'eccitazione sono meno chiari, il che può essere attribuito alla natura della soluzione.
Inoltre, a causa dell'immobilizzazione intrinseca sperimentata nel galleggiamento REST (impossibilità di girarsi), che può diventare scomoda dopo diverse ore, il soggetto non è in grado di sperimentare la durata della sessione della camera REST. Ciò potrebbe non consentire al soggetto di sperimentare i cambiamenti negli atteggiamenti e nel pensiero associati alla camera REST. Inoltre, le domande di ricerca poste tra ciascuna tecnica sono diverse. Le domande della camera REST derivano da una ricerca iniziata negli anni '50 ed esplorato una serie di domande sulla necessità di stimolazione, sulla natura dell'eccitazione e sulla sua relazione con la stimolazione esterna. I professionisti in quest'area hanno esplorato la sua utilità nel trattamento delle principali disfunzioni psichiatriche come l'abuso di sostanze. Al contrario, il galleggiamento REST è stato visto più come uno strumento ricreativo in quanto è stato testato maggiormente per il suo utilizzo con disturbi legati allo stress, riduzione del dolore e insonnia.
Numerosi studi hanno discusso quale metodo sia un processo di trattamento più efficace, tuttavia, solo uno lo ha esplorato statisticamente. Sono stati analizzati 19 soggetti, i quali hanno utilizzato la camera o il galleggiamento REST per indurre il rilassamento o trattare il fumo, l'obesità, l'assunzione di alcol o il dolore cronico. La statistica di interesse, d, è una misura dell’entità dell’effetto del trattamento. Per riferimento, d=0,5 è considerato un effetto moderato e d=0,8 un effetto ampio. I 19 soggetti sottoposti a camera REST hanno avuto d=0,53 e sei soggetti con galleggiamento REST hanno mostrato d=0,33. Inoltre, quando si esaminavano i soggetti sottoposti al trattamento REST e quelli sottoposti al trattamento REST in combinazione con un altro metodo di trattamento, la differenza era minima. Tuttavia, il galleggiamento REST presenta il vantaggio di una durata richiesta inferiore (45 minuti invece di 24 ore).

## La deprivazione sensoriale come esperimento mentale filosofico
La deprivazione sensoriale è stata utilizzata per supportare le argomentazioni dei filosofi su come funziona la mente. Un esempio è l'argomento dell’uomo fluttuante proposto da Ibn Sīnā, il cui obiettivo primario è affermare l’esistenza dell’anima umana.

### Argomento dell'Uomo Fluttuante
Ibn Sīnā, uno dei filosofi più importanti del periodo medievale, investigò l'esistenza del sé ed esplorò la natura del sé. Come molti altri, ha proposto un argomento a sostegno della sua affermazione riguardo al rapporto tra mente e corpo. Ha basato la sua indagine sull'argomento dell'Uomo Fluttuante dove, propone, un uomo fluttua nell'aria o nel vuoto dove non può percepire nulla, nemmeno la sostanza dell'aria. Quest'uomo non è in grado di vedere nulla di esterno; le sue braccia e le sue gambe sono separate dal resto del corpo; non si incontrano né si toccano. In altre parole, l'uomo sta sperimentando un'estrema deprivazione sensoriale al fine di separare ciò che è il corpo fisico e qualsiasi percezione degli stimoli che una persona può sperimentare da ciò che potrebbe essere la coscienza nell'esperimento mentale di Ibn Sīnā. L'uomo in seguito riflette sulla sua esistenza. Non metterà in dubbio la propria esistenza, ma non potrà affermare se esistono le sue gambe, le sue braccia o i suoi organi interni. Garantisce che la sua essenza esiste, ma non avrà consapevolezza della lunghezza e della profondità di sé stesso. Pertanto, nell'esperimento mentale, ciò che l'uomo può affermare di esistere è il suo sé e ciò che non può affermare non fa parte della sua essenza, come un braccio o un dito del piede. L'argomentazione conclude quindi che poiché l'uomo può affermare la propria esistenza pur essendo sottoposto ad un'estrema deprivazione sensoriale, la sua anima è qualcosa di diverso dal suo corpo fisico. Si dice quindi che la sua anima sia una sostanza immateriale separata dal suo corpo. Questo è considerato un argomento dualista nella filosofia della mente poiché separa la mente dal corpo per affermare l'esistenza di se stessi.

#### Dualismo
Il dualismo presuppone che il mondo sia costituito da sostanze fisiche (percepite attraverso i sensi) e immateriali (non percepite attraverso i sensi).
René Descartes fu il filosofo che propose il dualismo cartesiano, detto anche "dualismo delle sostanze", poiché sostiene l'esistenza di due tipi di “sostanze”: gli stati mentali e la materia che occupa spazio. Per Cartesio, la mente è un'entità, diversa da un'entità fisica poiché la mente, dal suo punto di vista, può esistere indipendentemente, cioè senza un corpo fisico. Per questo motivo concluse che la mente è una sostanza.

## Altri usi
L'uso del REST è stato esplorato per favorire la cessazione del fumo. Negli studi di durata compresa tra 12 mesi e 5 anni, il 25% dei pazienti REST ha raggiunto l’astinenza a lungo termine. Il REST, se combinato con altri metodi efficaci per smettere di fumare (ad esempio: modificazione del comportamento), ha prodotto un'astinenza a lungo termine del 50%. Inoltre, se combinato con gruppi di supporto settimanali, il REST ha portato l’80% dei pazienti a raggiungere l’astinenza a lungo termine. In confronto, l’uso del solo cerotto alla nicotina ha una percentuale di successo del 5%.
Anche l'alcolismo è stato oggetto di ricerche associate al REST. Insieme ai messaggi educativi anti-alcol, i pazienti sottoposti a due ore di trattamento REST hanno ridotto il consumo di alcol del 56% nelle prime due settimane dopo il trattamento. La riduzione del consumo è stata mantenuta durante i follow-up condotti tre e sei mesi dopo il primo trattamento. È tuttavia possibile che ciò sia causato dall'effetto placebo.
Inoltre, il REST è stato testato per determinarne gli effetti sugli utilizzatori di altri farmaci. Uno studio dell’Università dell’Arizona ha utilizzato la camera REST come complemento al tradizionale trattamento ambulatoriale per l’abuso di sostanze e ha scoperto che quattro anni dopo, il 43% dei pazienti era ancora sobrio e senza droghe. Otto mesi dopo, nessuno nel gruppo di controllo era rimasto pulito.

### Effetti psichedelici
Sono stati condotti studi per testare l’effetto della deprivazione sensoriale sul cervello. Uno studio ha preso 19 volontari, tutti testati nel 20° percentile inferiore e superiore con un questionario che misura la tendenza delle persone sane a vedere cose che non sono realmente presenti, e li hanno posti in una cabina buia e insonorizzata per 15 minuti, dopo che hanno completato un altro test che misura le esperienze simili alla psicosi, originariamente utilizzate per studiare i consumatori di droghe ricreative. Cinque soggetti hanno riferito di aver visto allucinazioni di volti; sei hanno riferito di aver visto forme/volti che non erano realmente presenti; quattro hanno notato un senso dell'olfatto accentuato e due hanno riferito di aver percepito una "presenza del male" nella stanza. Le persone che hanno ottenuto punteggi più bassi nel primo test hanno sperimentato meno distorsioni percettive; tuttavia, riferivano comunque di aver visto una serie di allucinazioni. Sono stati condotti molti studi per comprendere le principali cause delle allucinazioni e sono state accumulate prove considerevoli che indicano che lunghi periodi di isolamento non sono direttamente correlati al livello delle allucinazioni sperimentate.
Sembra che gli schizofrenici tendano a sperimentare meno allucinazioni mentre sono in REST rispetto agli individui non psicotici. Una possibile spiegazione per ciò potrebbe essere che gli individui non psicotici sono normalmente esposti a un grado maggiore di stimolazione sensoriale nella vita di tutti i giorni e, in REST, il cervello tenta di ricreare un livello simile di stimolazione, producendo eventi allucinatori. Secondo uno studio del 2009 pubblicato sul Journal of Nervous and Mental Disease, le allucinazioni sono causate dal cervello che identifica erroneamente la fonte di ciò che sta attualmente vivendo, un fenomeno chiamato "monitoraggio errato della fonte" (faulty source monitoring). Uno studio condotto su individui sottoposti a REST mentre erano sotto gli effetti della fenciclidina (PCP) ha mostrato un'incidenza inferiore di allucinazioni rispetto ai partecipanti che non hanno assunto PCP. Anche gli effetti del PCP sembravano essere ridotti durante il trattamento REST. Gli effetti che il PCP ha sulla riduzione del verificarsi di eventi allucinatori forniscono una potenziale visione dei meccanismi alla base di questi eventi.

### Interrogatorio
La deprivazione sensoriale è stata utilizzata per disorientare i soggetti durante gli interrogatori, il lavaggio del cervello e la tortura. In particolare, le cinque tecniche del wall-standing; incappucciamento; soggezione al rumore; privazione del sonno; la privazione di cibo e bevande venivano utilizzate dalle forze di sicurezza nell’Irlanda del Nord all’inizio degli anni ’70. Dopo il Rapporto Parker del 1972, queste tecniche furono formalmente abbandonate dal Regno Unito come ausilio per gli interrogatori di sospetti paramilitari.
Il governo irlandese, a nome degli uomini che erano stati sottoposti alle cinque tecniche, ha presentato un caso alla Commissione Europea dei Diritti dell'Uomo (Irlanda contro Regno Unito, 1976 YB Eur. Conv. su Hum. Rts. 512, 748, 788- 94). La Commissione ha dichiarato di "ritenere che l'uso combinato dei cinque metodi equivalga a tortura". Questa considerazione fu ribaltata in appello, quando nel 1978 la Corte europea dei diritti dell'Uomo (CEDU) esaminò la definizione di tortura delle Nazioni Unite. La Corte ha successivamente stabilito che le cinque tecniche "non causavano sofferenze della particolare intensità e crudeltà implicite nel termine tortura", ma costituivano "una pratica di trattamento inumano e degradante", che costituisce una violazione della Convenzione europea per la salvaguardia dei diritti dell'uomo e delle libertà fondamentali, Articolo 3.
Nella sentenza la Corte afferma che:
Questi metodi, talvolta definiti tecniche di "disorientamento" o di "deprivazione sensoriale", non sono stati utilizzati in nessun caso diverso dai 14 sopra indicati. Dall'accertamento dei fatti da parte della Commissione emerge che le tecniche consistevano in:
- wall-standing: costringere i detenuti a rimanere per periodi di alcune ore in una posizione di stress, descritta da chi l'ha sottoposta come "a gambe divaricate contro il muro, con le dita appoggiate in alto sopra la testa contro il muro, le gambe divaricate e i piedi indietro, costringendoli a stare in punta di piedi con il peso del corpo principalmente sulle dita";
- incappucciamento: mettere una borsa nera o blu scuro sopra la testa dei detenuti e, almeno inizialmente, tenerla lì tutto il tempo tranne durante l'interrogatorio;
- sottomissione al rumore: in attesa degli interrogatori, trattenendo i detenuti in una stanza dove c'era un rumore forte e sibilante continuo;
- privazione del sonno: in attesa degli interrogatori, privare i detenuti del sonno
- privazione di cibi e bevande: sottoporre i detenuti a una dieta ridotta durante la permanenza nel centro e in attesa dell'interrogatorio